# Hypoxis upembensis
Hypoxis upembensis är en enhjärtbladig växtart som beskrevs av Justyna Wiland. Hypoxis upembensis ingår i släktet Hypoxis och familjen Hypoxidaceae. Inga underarter finns listade i Catalogue of Life.